# Ornö
Ornö er den største ø i Stockholms søndre skærgård og indgår i Ornö socken i Haninge kommun. Den er cirka 15 km lang og 3-4 km bred. Ornö har ca. 300 fastboende indbyggere men øens indbyggertal stiger kraftigt om sommeren da der er flere større fritidshusområder på øen.
Ornö kirke er tegnet af arkitekt Ludvig Hawerman og blev indviet i 1886. Kirken er beliggende på en bakke ovenfor Kyrkviken og indgår i Dalarö-Ornö-Utö församling.
Hvert år i slutningen af maj gennemføres Ornö Runt, en af de større kapsejladser i Stockholms skærgård.

## Historie
Fund ved Långviken og omkring Hässelmara viser viser at området har været beboet siden bronzealderen. Et jernværk med masseovn blev anlagt i Lättinge i 1637, malmen hentedes fra Utö. I Lättinge fandtes en havn og en vandmølle. På øens sydøstlige side opførtes sædegården Sundby säteri af Claes Stiernskiöld i 1660'erne. De fleste af Ornös bebyggelser og gårde inklusive godset Sundby nedbrændte under russerhærgningerne 1719. Omfattende minedrift efter feldspat foregik i årene 1914–65, og den største grube var Långviksgruvan i nærheden af bebyggelsen Lugnet. Fiskeri har altid været af stor betydning for øboerne. Et Militært øvelsesområde fandtes på øens østlige og sydlige del i 1900-tallet.

## Natur
Elg og rådyr er almindeligt forekommende. Havørn, fiskeørn og musvåge er yngler i flere af Ornös skovområdetr.
På øens sydlige del og i den omliggende skærgård ligger Sundby naturreservat.
Stockholms läns dybeste sø Stunnträsk, ligger på Ornö og er 40 meter dyb.

## Ornö i populærkultur
- Dele af Colin Forbes thriller Cover Story (1984) foregår på øen
- Ornö Sjötrafiks bilfærge forekommer i TV-serien Skærgårdsdoktoren. I serien filmer man dogk Ornö som fastlandet og Dalarö som øen, modsat virkeligheden.

## Eksterne kilder og henvisninger
1. ↑  Länsstyrelsen i Stockholms län: Sundby

- Ornö Turistbyrå

- Wikimedia Commons har flere filer relateret til Ornö